# Буныревское сельское поселение
Буныревское сельское поселение — упразднённое муниципальное образование в Алексинском районе Тульской области России.
Административным центром было село Бунырево.

## История
Законом Тульской области от 11 июня 2014 года № 2140-ЗТО 22 июня 2014 года муниципальные образования город Алексин, Авангардское, Буныревское и Шелепинское были объединены во вновь образованное муниципальное образование город Алексин, наделённое статусом городского округа.

## Население
| 2010 | 2012  | 2013  | 2014  |
| ---- | ----- | ----- | ----- |
| 1758 | ↘1745 | ↘1740 | ↗1761 |

## Населённые пункты
В состав сельского поселения входило 24 населённых пункта:
- сёла: Абрютино, Божениново, Бунырево, Казначеево, Карташево, Сосновка, Сотино, Егнышевка;
- деревни: Айдарово, Ботня, Верхнее Ламоново, Иньшино, Клейменово, Лыткино, Мясоедово, Нижнее Ламоново, Савино, Соломасово, Сухотино, Хатманово, Юдинки;
- посёлки: Новая жизнь, Украинский, Сотинское лесничество.